# Campeonato Mundial de Curling Femenino de 2022
El XLIV Campeonato Mundial de Curling Femenino se celebró en Prince George (Canadá) entre el 19 y el 27 de marzo de 2022 bajo la organización de la Federación Mundial de Curling (WCF) y la Federación Canadiense de Curling.
Las competiciones se realizaron en el CN Centre de la ciudad canadiense.
Los deportistas de Rusia y Bielorrusia fueron excluidos de este campeonato debido a la invasión rusa de Ucrania.

## Tabla de posiciones
| Pos | Equipo          | G  | P  | G–P |
| --- | --------------- | -- | -- | --- |
| 1   | Suiza           | 12 | 0  | –   |
| 2   | Corea del Sur   | 9  | 3  | 1–1 |
| 3   | Canadá          | 9  | 3  | 1–1 |
| 4   | Suecia          | 9  | 3  | 1–1 |
| 5   | Estados Unidos  | 8  | 4  | –   |
| 6   | Dinamarca       | 7  | 5  | –   |
| 7   | Japón           | 6  | 6  | –   |
| 8   | Noruega         | 5  | 7  | 1–0 |
| 9   | Alemania        | 5  | 7  | 0–1 |
| 10  | Italia          | 4  | 8  | –   |
| 11  | Turquía         | 2  | 10 | 1–0 |
| 12  | República Checa | 2  | 10 | 0–1 |
| 13  | Escocia         | 0  | 12 | –   |

## Cuadro final
|  | Clasif. a semifinales | Clasif. a semifinales |               |   | Semifinales | Semifinales  |              |       | Final  | Final |  |
|  |                       |                       |               |   |             |              |              |       |        |       |  |
|  |                       |                       |               |   |             |              |              |       |        |       |  |
|  |                       |                       |               |   |             |              |              |       |        |       |  |
|  |                       |                       |               |   |             |              |              |       |        |       |  |
|  |                       |                       |               |   |             |              |              |       |        |       |  |
|  |                       | Suiza                 | 7             |   |             |              |              |       |        |       |  |
|  |                       |                       | 7             |   |             |              |              |       |        |       |  |
|  |                       |                       | Suecia        | 5 |             |              |              |       |        |       |  |
|  | Suecia                | 8                     | Suecia        | 5 |             |              |              |       |        |       |  |
|  | Suecia                | 8                     |               |   |             |              |              |       |        |       |  |
|  | Estados Unidos        | 6                     |               |   |             |              |              |       |        |       |  |
|  | Estados Unidos        | 6                     |               |   |             |              |              | Suiza | 7      |       |  |
|  |                       |                       |               |   |             |              |              | Suiza | 7      |       |  |
|  |                       |                       | Corea del Sur | 6 |             |              |              |       |        |       |  |
|  |                       |                       | Corea del Sur | 6 |             |              |              |       |        |       |  |
|  |                       |                       |               |   |             |              |              |       |        |       |  |
|  |                       |                       |               |   |             |              |              |       |        |       |  |
|  |                       | Corea del Sur         | 9             |   |             | Tercer lugar | Tercer lugar |       |        |       |  |
|  |                       |                       | 9             |   |             | Tercer lugar | Tercer lugar |       |        |       |  |
|  |                       |                       | Canadá        | 6 |             |              |              |       |        |       |  |
|  | Canadá                | 9                     | Canadá        | 6 |             |              | Suecia       | 7     |        |       |  |
|  | Canadá                | 9                     |               |   |             |              | Suecia       | 7     |        |       |  |
|  | Dinamarca             | 8                     |               |   |             |              |              |       | Canadá | 8     |  |
|  | Dinamarca             | 8                     |               |   |             |              |              |       | Canadá | 8     |  |
|  |                       |                       |               |   |             |              |              |       |        |       |  |

## Medallistas
| Evento   | Oro                                                                                               | Plata                                                                           | Bronce                                                                                             |
| -------- | ------------------------------------------------------------------------------------------------- | ------------------------------------------------------------------------------- | -------------------------------------------------------------------------------------------------- |
| Femenino | Suiza · Alina Pätz · Silvana Tirinzoni · Esther Neuenschwander · Melanie Barbezat · Carole Howald | Corea del Sur Kim Eun-Jung Kim Kyeong-Ae Kim Cho-Hi Kim Seon-Yeong Kim Yeong-Mi | Canadá · Kerri Einarson · Valerie Sweeting · Shannon Birchard · Briane Meilleur · Krysten Karwacki |